# Клітопіл
Clitopilus — рід грибів родини ентоломові (Entolomataceae). Назва вперше опублікована 1871 року.

## Опис
Гімнокарпні, м'ясисті гриби. Шапинка опукло- або увігнуто-розпростерта. Ніжка центральна або ексцентрична. Пластинки білуваті, з часом рожевіють, інколи коричнюваті. Трама мішана. Цистид немає. Спорова маса рожевого кольору, буває коричневого відтінку. Спори рожеві або інколи коричнюваті. М'якуш білий, щільний, має приємний запах. Гіфи не мають пряжок.

## Використання
Їстівні гриби. В Україні відомий представник роду дуже добрий їстівний гриб підвишень, який використовують вареним, смаженим і сушеним.

## Екологія
Зростає у лісах на ґрунті, іноді можна зустріти на опалих гілках.

## Види
База даних Species Fungorum станом на 16.10.2019 налічує 189 видів роду Clitopilus (Див. Список видів роду клітопіл).
У п'ятому томі Визначника грибів України видання 1979 року наведено три представника роду, що зростають в Україні — клітопіл сливовий, або підвишень (Clitopilus prunulus), клітопіл цистидоносний (Clitopilus prunulus = Clitopilopsis hirneola) і клітопіл крейдяний (Clitopilus cretatus = Clitopilus scyphoides). Крім того в Україні зустрічається клітопіл округлий (Clitopilus caelatus), що раніше відносили до роду родоцибе (Rhodocybe), описаний у «Визначнику» як родоцибе округлий (Rhodocybe caelata).